# Ercole

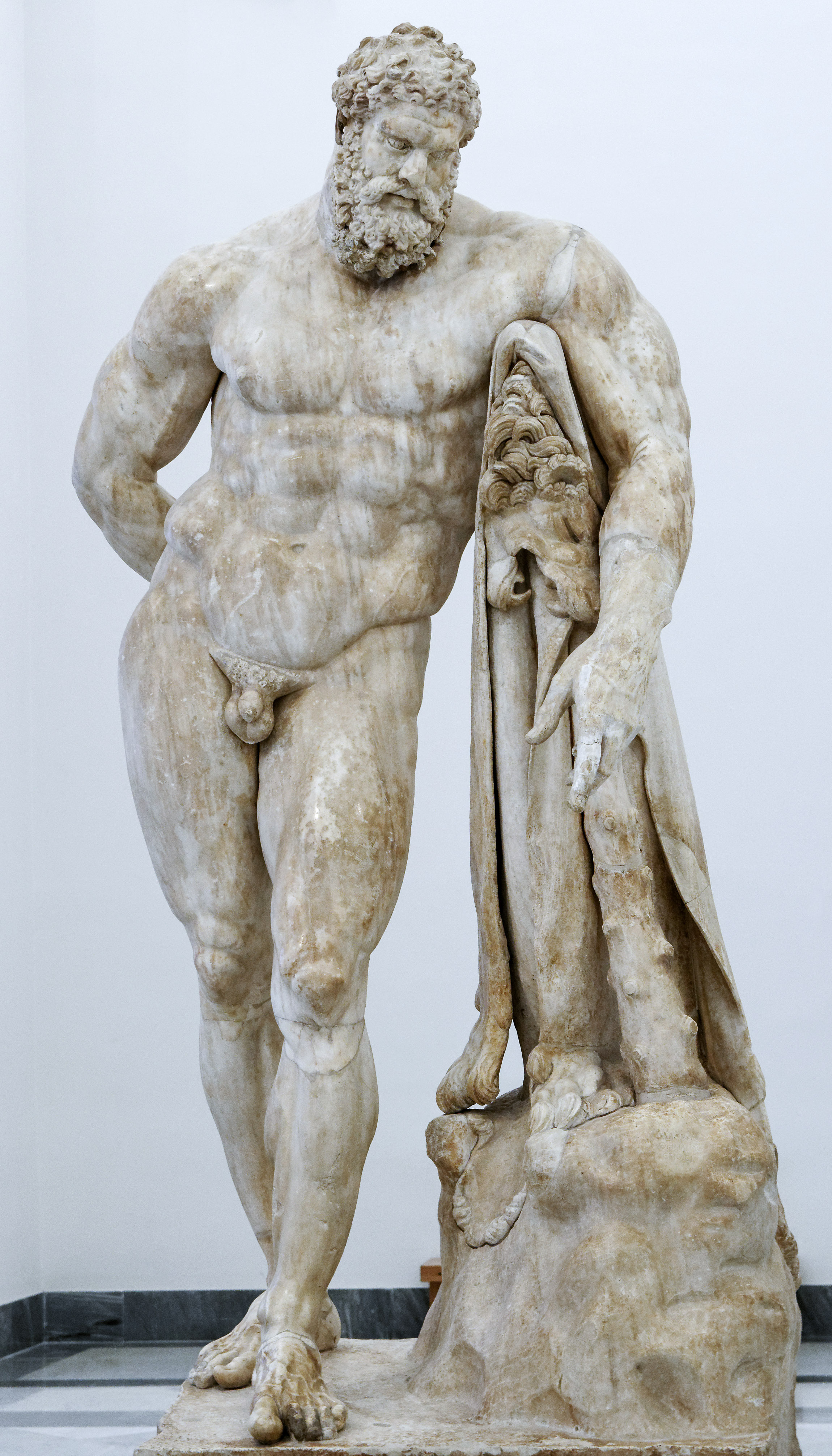
Ercole Farnese (Museo archeologico nazionale di Napoli)

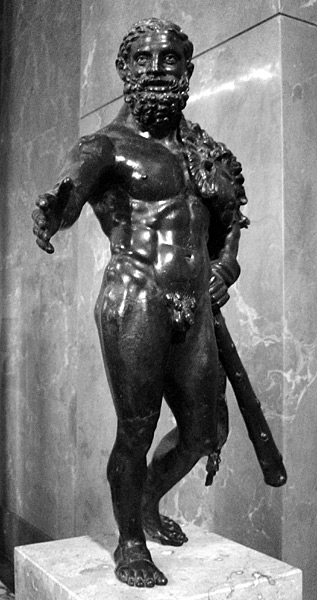
Opera bronzea d'epoca romana rappresentante Ercole, al Louvre di Parigi

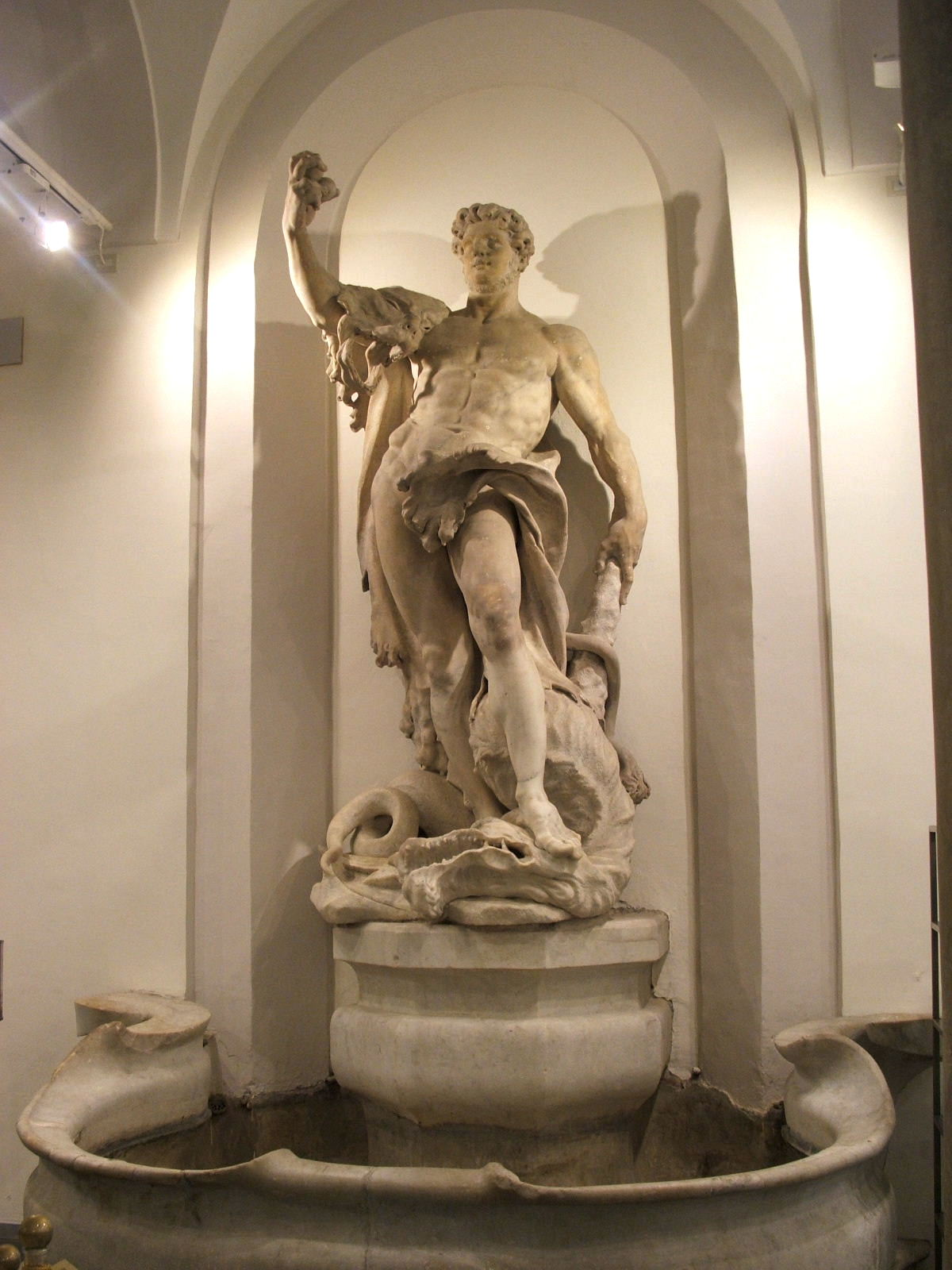
Statua di Ercole al Palazzo del Melograno (Genova), un edificio storico oggi adibito a sede di un grande magazzino

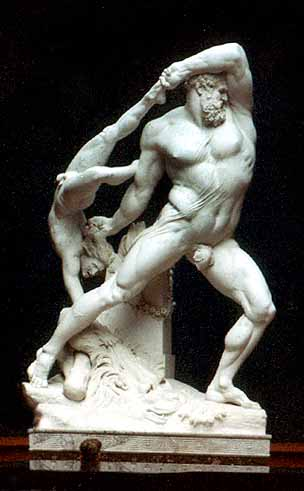
Ercole e Lica di Antonio Canova

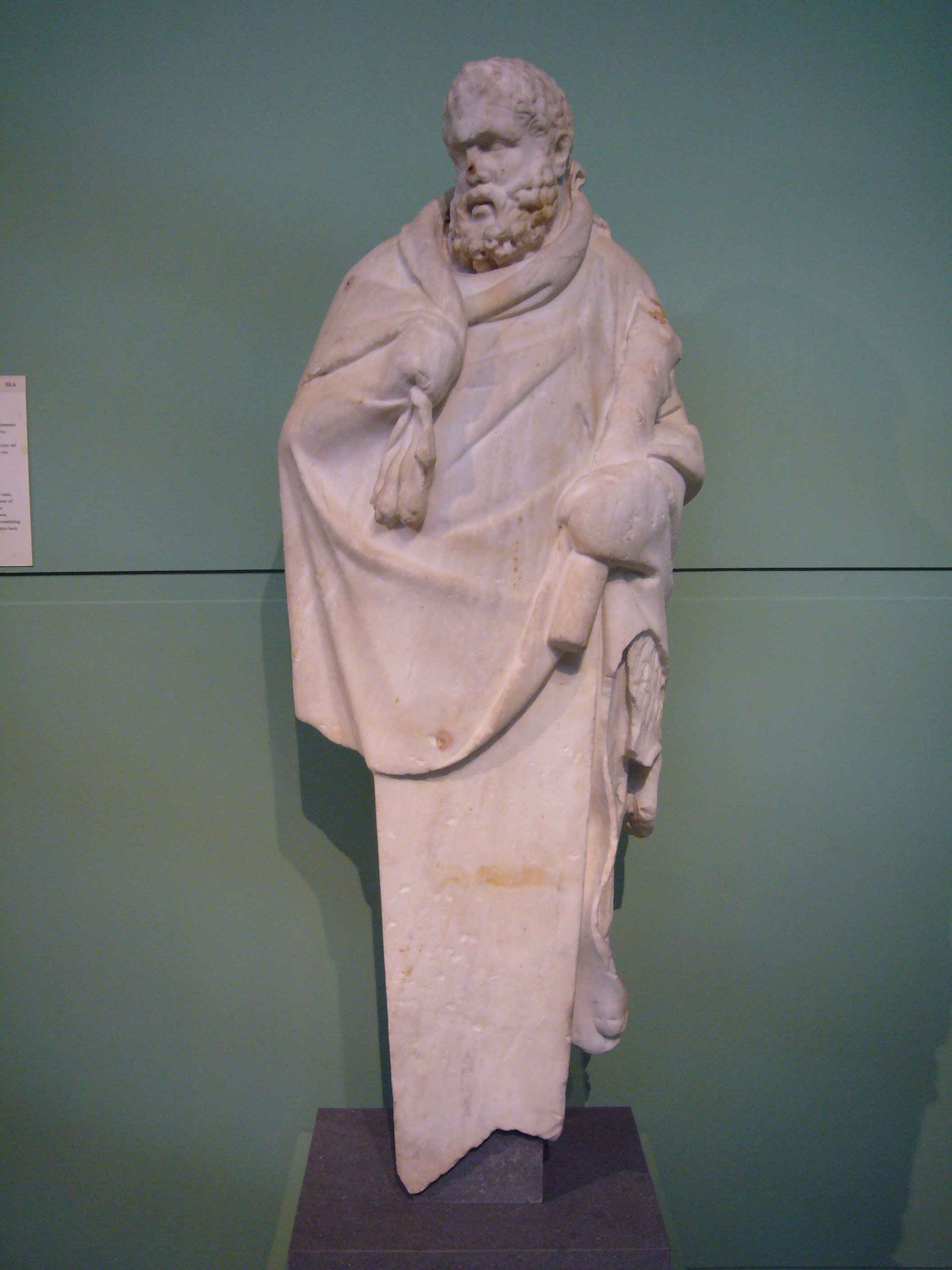
Erma di Ercole barbato in abito di filosofo, dagli Horti Sallustiani a Roma

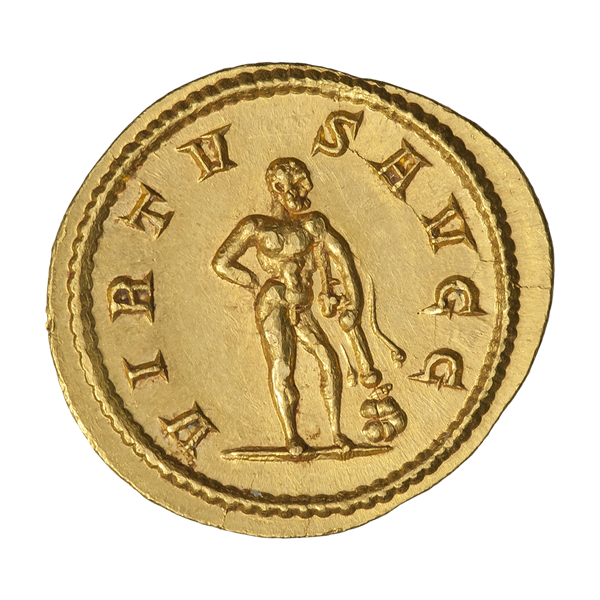
Ercole su Aureo romano

Ercole (in latino Hercules) è una figura della mitologia romana, forma italica del culto dell'eroe greco Eracle, introdotto probabilmente presso i popoli Sanniti dai coloni greci dalla colonia di Cuma, e presso i Latini e i Sabini dal culto etrusco ad Hercle.
Per antonomasia si definisce così una persona di grande forza fisica e, in passato, il forzuto che si esibiva nei circhi e nelle fiere.

## Ercole nell'antica religione romana
Il culto di Ercole a Roma ricalca il mito greco di Eracle, con alcune aggiunte e specificità.
Ercole era venerato il 12 agosto e aveva gli epiteti di Invitto, Vincitore, Custode. Spesso il culto era associato a fonti e specchi d'acqua.
Virgilio, nel libro VIII dell'Eneide fa arrivare Enea a Pallanteo, dove regna il re Evandro, che sta celebrando un rito in onore di Ercole. Dopo il banchetto seguito alla cerimonia, il re racconta a Enea le origini di quel rito. Ercole, di ritorno dalla Spagna con la mandria dei buoi catturati da Gerione, fa sosta nel Lazio, a quel tempo infestato dal mostruoso Caco, che ruba la mandria di Ercole e la nasconde nel suo antro; l'eroe, irato, lo scopre e lo uccide. Gli abitanti del luogo, grati per essere stati liberati dal flagello, gli dedicano un rito, testimoniato ancora ai tempi di Virgilio dall'Ara massima di Ercole Invitto, situata nel Foro boario, da cui partivano i cortei trionfali.
Per la tradizione romana l'officio di questo culto, l'unico di derivazione non romana accolto da Romolo, era attribuito ai membri della Gens Potitia, una delle famiglie patrizie più antiche di Roma, fino a che Appio Claudio Cieco vi avrebbe rinunciato, e per questo sarebbe stato punito con la cecità e l'estinzione della famiglia.
Poiché Ercole fu il primo mortale che riuscì a diventare dio, nei sarcofagi romani sono frequenti le raffigurazioni delle "dodici fatiche", quale simbolo delle prove che deve affrontare il defunto per raggiungere l'immortalità.
Il filosofo Seneca scrive le tragedie Hercules furens e Hercules Oetaeus; nella sua satira Apokolokyntosis sulla morte dell'imperatore Claudio, immagina ironicamente che Ercole abbia il ruolo di portinaio e buttafuori dell'Olimpo.
Alcuni Imperatori si ispirarono a Ercole: Commodo che amava combattere nell'arena, vestito come il semidio e Massimiano Erculio che diceva di essere suo discendente e aveva una guardia del corpo dedicata, gli Herculiani.
Numerose sono le leggende che hanno Ercole come protagonista e numerosi sono i suoi figli, protagonisti a loro volta di ulteriori miti, come quello di Telefo.
Ercole era figlio di Giove, che si era unito con l'inganno alla regina Alcmena; la forza prodigiosa del bambino sarebbe scaturita dal latte di Giunone, che fu fatto bere a Ercole, mentre la dea dormiva. Più tardi l'eroe ebbe in moglie una mortale, Deianira. Un giorno, durante una delle sue imprese, Ercole e Deianira dovevano attraversare un fiume tumultuoso. L'eroe lo attraversò, ma lasciò che la moglie fosse traghettata da un centauro battelliere, Nesso, che tentò di rapire Deianira. Ercole allora colpì il centauro con una delle frecce avvelenate col sangue dell'Idra. Il centauro morente si prese la sua vendetta offrendo a Deianira il proprio sangue, e convincendola che esso avrebbe costituito un potentissimo filtro d'amore che avrebbe reso Ercole fedele a lei per sempre. Un giorno Deianira ebbe il sospetto che il suo sposo fosse un po' troppo interessato a un'altra donna. Così, dette a Ercole una tunica su cui aveva sparso un po' del sangue del centauro morente. Il sangue era un potente veleno, dato che era stato contaminato dal sangue dell'Idra.
Quando Ercole indossò la tunica avvelenata, si compì la vendetta del centauro: cominciò a essere preda di dolori lancinanti e sentì le carni bruciargli in modo talmente insopportabile da preferire la morte. Ma nessun mortale poteva ucciderlo, ed Ercole decise di darsi la morte da sé, facendosi bruciare vivo su una pira funeraria. Giove, impietosito dalla sorte del suo figlio prediletto, scese dal cielo e lo prese con sé nell'Olimpo, mettendo fine alla sua agonia.
Nell'Olimpo sposò Ebe, dea della giovinezza. Ci sono varie versioni sul genetliaco di Ercole:
1. l'anniversario della nascita di Ercole è festeggiato il quarto giorno di ogni mese;
2. secondo un'altra tradizione Ercole nacque quando il sole entrò nella decima costellazione (Capricorno);
3. per altri quando il sole entra nella dodicesima costellazione (Pesci).

## Ritrovamenti archeologici
A Tivoli vi sono i grandiosi resti del santuario di Ercole vincitore, dove Ercole era venerato come dio guerriero, protettore dei commerci e custode della transumanza delle greggi, attività fondamentale per la cittadina. Il culto di Ercole sembra fosse nato a Tivoli e sarebbe stato trasferito a Roma alla fine dell'epoca repubblicana da Marco Ottavio Erennio. Collegato al tempio c'era un collegio di musici (tibicines). Le danze e i canti del culto si intensificavano nel mese di agosto, quando si celebrava il dies natalis di Ercole.
A Roma, nel Foro Boario, si conserva ancora quasi intatto il Tempio di Ercole Vincitore che quasi certamente conteneva la statua in bronzo dorato di Ercole con i pomi delle Esperidi o Ercole del Foro Boario, ritrovata nei pressi. 
Presso le terme di Caracalla fu ritrovata invece la statua colossale di Ercole in riposo sulla clava, con in mano i pomi delle Esperidi Ercole Farnese.
A Ostia antica sono stati trovati i resti del tempio di Ercole Invitto, dove si esercitava un culto oracolare, legato al fortuito ritrovamento di una statua di Ercole in mare.

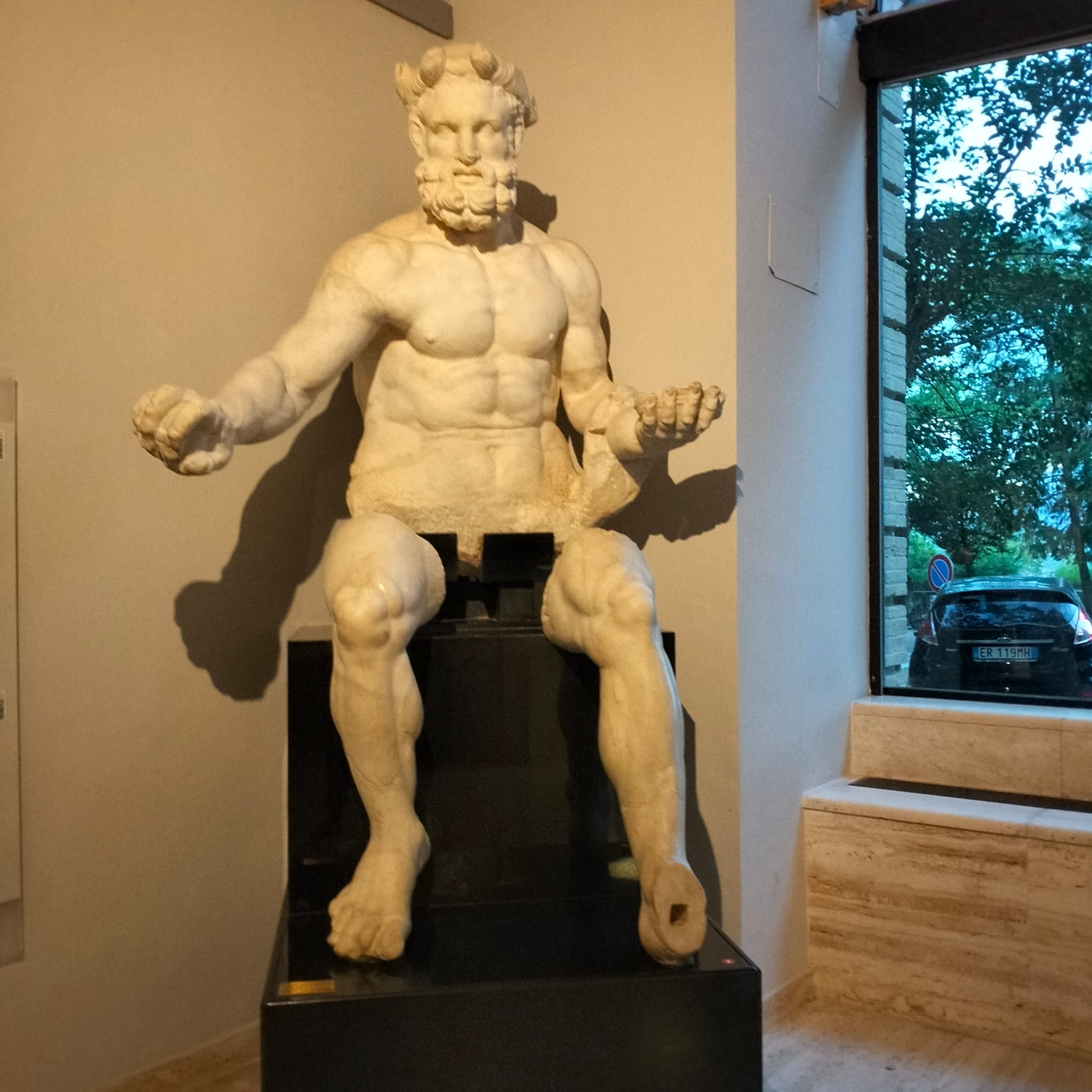
Ercole epitrapezio

Diversi affreschi raffiguranti episodi del mito di Ercole ritrovati nelle case di Pompei testimoniano la popolarità dell'eroe presso i Romani. La stessa città di Ercolano si riteneva fosse stata fondata da Ercole.
Durante alcuni scavi è stato ritrovato un altare dedicato ad Ercole in località Lierna, sul lago di Como.

## Ercole nell'arte

### Letteratura
Pur non apparendo direttamente, Ercole viene menzionato più volte all'interno della Divina Commedia, più precisamente nell'Inferno, come protagonista di numerose battaglie contro creature mostruose. Viene in tutto citato 4 volte: nel nono canto il messo celeste rimprovera i demoni della città di Dite ricordando loro l'episodio in cui trascinò Cerbero fuori dagli inferi, nel venticinquesimo si allude all'uccisione di Caco per mano sua, nel ventiseiesimo Ulisse allude alla costruzione delle celebri colonne, mentre nel trentunesimo si fa riferimento alla sua vittoria contro Anteo.

### Pittura

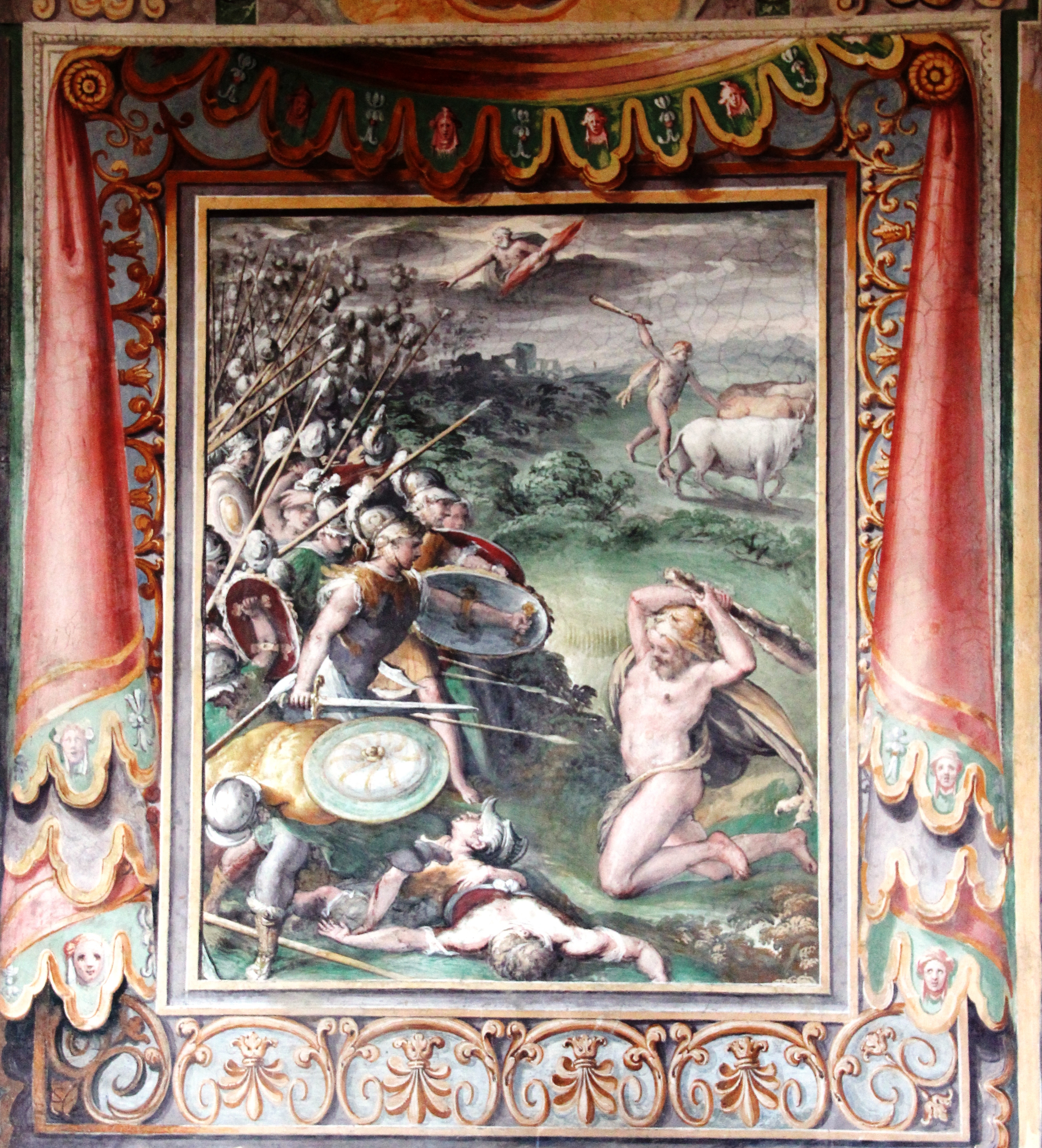
Ercole Sassano, 1569, affresco a Villa d'Este, appartamento inferiore, a Tivoli.

- Ercole e Anteo di Antonio del Pollaiolo.
- Ercole e l'Idra di Antonio del Pollaiolo.
- Ercole e Onfale di Peter Paul Rubens (1603).
- Ercole nel giardino delle Esperidi di Pieter Paul Rubens (1638 circa).
- L'origine della Via Lattea di Pieter Paul Rubens (1636-1638).
- L'origine della Via Lattea di Tintoretto.
- Scelta di Ercole di Annibale Carracci (1596).

### Scultura
- Ercole e Caco di Baccio Bandinelli (1534), Piazza della Signoria, Firenze.
- Ercole e Lica di Antonio Canova (1795-1815), Galleria nazionale d'arte moderna e contemporanea, Roma.
- Ercole epitrapezios di Alba Fucens - I sec. a.C. Museo archeologico nazionale d'Abruzzo, Chieti.
- Ercole Curino - bronzo, scuola di Lisippo, Museo archeologico nazionale d'Abruzzo, Chieti.
- Ercole e l'Idra di Alfonso Lombardi (1519), Palazzo d'Accursio, Bologna.
- Monumento a Ercole e Anteo di Teodoro Vanderstruck (1684 e 1687), Palazzo Cusani, Parma.

### Teatro
Il personaggio appartenente alla mitologia greca era stato già protagonista de Le Trachinie di Sofocle, ne Gli Eraclidi di Euripide e anche in Alcesti ed Eracle, sempre di quest'ultimo. Il personaggio fu famoso anche nel teatro romano.
- Hercules furens (Ercole furioso) di Lucio Anneo Seneca, scrittore, filosofo e poeta romano.
- Hercules und der Stall des Augias (Ercole e le stalle di Augia) di Friedrich Dürrenmatt, scrittore, drammaturgo svizzero.

### Cinema e TV

Una scena de Gli amori di Ercole, (1960)

Dagli anni sessanta in poi furono girati numerosi film di genere peplum (mitologico misto a kolossal) in cui i protagonisti, oltre a Eracle (o Ercole per i romani) in questo caso ribattezzato Hercules, erano noti eroi della mitologia greca e romana, ma nel maggior caso delle volte anche inventati. Alcune trame sono basate su avvenimenti della vicenda mitica del famoso personaggio, seguendo a volte anche le tragedie di Eschilo o Euripide, ma spesso le vicende degli altri film, molto rielaborate dagli sceneggiatori, ottenevano in pubblico scarso successo. Ciò avvenne anche per i personaggi di Maciste e di Ursus; tuttavia il primo, essendo stato creato da Gabriele D'Annunzio e interpretato nei primi film muti da Bartolomeo Pagano, ottenne più successo.
- Le fatiche di Ercole, regia di Pietro Francisci (1958)
- Ercole e la regina di Lidia, regia di Pietro Francisci (1959)
- Gli amori di Ercole, regia di Carlo Ludovico Bragaglia (1960)
- La vendetta di Ercole, regia di Vittorio Cottafavi (1960)
- Ercole alla conquista di Atlantide, regia di Vittorio Cottafavi (1961)
- Maciste contro Ercole nella valle dei guai, regia di Mario Mattoli (film parodistico del 1961 con protagonisti Franco e Ciccio)
- Ercole al centro della Terra, regia di Mario Bava (1961)
- Ulisse contro Ercole, regia di Mario Caiano (1962)
- La furia di Ercole, regia di Gianfranco Parolini (1962)
- Ercole, cortometraggio tedesco per la regia di Werner Herzog (1962)
- Gli Argonauti, regia di Don Chaffey (1963)
- Ercole sfida Sansone, regia di Pietro Francisci (1963)
- Ercole contro Moloch, regia di Giorgio Ferroni (1963)
- Ercole l'invincibile, regia di Alvaro Mancori (1964)
- Ercole contro Roma, regia di Piero Pierotti (1964)
- Il trionfo di Ercole, regia di Alberto De Martino (1964)
- Ercole contro i figli del sole, regia di Osvaldo Civirani (1964)
- Ercole, Sansone, Maciste e Ursus gli invincibili, regia di Giorgio Capitani (1964)
- Ercole contro i tiranni di Babilonia, regia di Domenico Paolella (1964)
- Il magnifico gladiatore, regia di Alfonso Brescia (1964)
- La sfida dei giganti, regia di Maurizio Lucidi (1965)
- Ercole a New York, Arthur Allan Seidelman (1970).
- Hercules, regia di Luigi Cozzi (1983)
- Le avventure dell'incredibile Ercole, regia di Luigi Cozzi (1985)
- Hercules e le donne amazzoni, film per la televisione per la regia di Bill L. Norton (1994)
- Hercules e il regno perduto, film per la televisione per la regia di Harley Cokeliss (1994)
- Hercules e il cerchio di fuoco, film per la televisione per la regia di Doug Lefter (1994)
- Hercules nell'inferno degli dei, film per la televisione per la regia di Bill L. Norton (1994)
- Hercules nel labirinto del Minotauro, film per la televisione per la regia di Josh Becker (1994)
- Hercules, film animato della Walt Disney Pictures, diretto da Ron Clements e John Musker (1997)
- Hercules: The Legendary Journeys, stagione televisiva andata in onda dal 1995 al 2000
- Young Hercules, spin-off televisivo di Hercules, in onda dal 1998 al 2002
- Hercules: La leggenda ha inizio (Hercules: The Legend Begins), film di Renny Harlin del 2014
- Hercules - Il guerriero (Hercules), film di Brett Ratner del 2014
- Hercules Reborn, film di Nick Lyon del 2014